# Музей Леоніда Якимовича Ковальчука
Музей Леоніда Якимовича Ковальчука — меморіальний музей українського вченого в галузі хірургії, педагога, громадського діяча, академіка Леоніда Ковальчука в місті Тернополі. Розташований на четвертому поверсі адміністративного корпусу Тернопільського державного медичного університету імені І. Я. Горбачевського на Майдані Волі, 1.

## Історія створення
Музей відкрито 17 березня 2015 року.
На церемонії відкриття експозиції були присутні члени родини покійного, викладачі, студенти.
Після відкриття музею в актовій залі відбувся вечір пам'яті, на якому звучали вірші та пісні, присвячені Леонідові Ковальчуку, науковці університету ділилися спогадами про ректора, його життєвий шлях і становлення як досвідченого медика та управлінця. Провідні науковці вишу розповіли про особисті медичні здобутки, а також про досягнення університету за час ректорства. Наприкінці свій вірш-присвяту батькові та наставнику прочитав доктор медичних наук, професор Олександр Ковальчук.
Відкриття музею Леоніда Ковальчука і вечір пам'яті приурочили до 68-річчя від дня народження вченого.

## Експозиція
Серед експонатів — нагороди Леоніда Ковальчука, зокрема, орден «За заслуги» ІІІ ступеня, Архистратига Михаїла, нагорода Федерації профспілок України «За розвиток соціального партнерства», інші державні, галузеві та релігійні відзнаки і нагороди, а також документи, посвідчення, сертифікати.
На стендах і в мультимедійній презентації представлена добірка його світлин. На моніторі кожен охочий може переглянути відео з ілюстраціями його життєвого шляху.
Також є стенд газетних публікацій про Леоніда Якимовича.